# Acció del 19 d'agost de 1916
L'acció del 19 d'agost de 1916 va ser un dels dos intents, durant la Primera Guerra Mundial i posteriors a la batalla de Jutlàndia, realitzats per la Hochseeflotte (Flota d'Alta Mar alemanya) per capturar elements de la Royal Navy (Marina Reial Britànica).
Alemanya va aprendre en la batalla de Jutlàndia que era important el reconeixement de la zona per evitar l'arribada inesperada de la Grand Fleet (Gran Flota britànica) durant una incursió. En aquesta ocasió, es van desplegar 4 zepelins per explorar el mar del Nord entre Escòcia i Noruega, i 4 més es van situar al davant dels vaixells alemanys a la recerca de signes de vaixells britànics. També es van desplegar 24 submarins alemanys a la costa anglesa, al sud del mar del Nord i al Banc Dogger.

## Antecedents
Tot i que la batalla de Jutlàndia havia estat considerada oficialment com un èxit pels alemanys, el comandant alemany, l'Almirall Reinhard Scheer va considerar que era important fer una altra incursió al més ràpidament possible per mantenir la moral de la seva flota, que havia quedat malmesa.
Es va decidir que l'atac havia de seguir el patró dels atacs anteriors, amb creuers de batalla que durien a terme un bombardeig d'artilleria sobre una ciutat anglesa a l'alba, en aquest cas Sunderland. Després de la batalla de Jutlàndia, només dos creuers de batalla seguien sent útils, el SMS Moltke i el SMS Von der Tann, de manera que la força es va veure reforçada per tres cuirassats: SMS Bayern, SMS Markgraf i SMS Grosser Kurfürst. La resta de la Flota d'Alta Mar, formada per 16 cuirassats dreadnought, tenia la missió de donar suport, a 20 milles a la rereguarda. El conjunt de la flota va salpar el 18 d'agost des del riu Jade.

## L'atac

### Intel·ligència
La Room 40 de la intel·ligència britànica va obtenir la informació sobre la propera incursió alemanya a través de missatges de ràdio interceptats i descodificats. L'almirall Sir John Jellicoe, comandant de la flota britànica, va caure malalt i va haver de ser retirat amb urgència a les primeres hores del 18 d'agost, prop del riu Tay. En la seva absència, l'almirall Cecil Burney va assumir el comandament de la flota a la tarda del 18 d'agost.
El vicealmirall David Beatty va salpar del Fíord de Forth amb la seva esquadra de 6 creuers de batalla per unir-se amb la flota principal a Long Forties. La Força de Harwich de 20 destructors i 5 creuers, comandats pel comodor Reginald Tyrwhitt va rebre l'ordre d'interceptar vaixells alemanys, junt amb 25 submarins britànics que estaven en la zona. Els creuers de batalla, juntament amb la 5a esquadrilla de combat formada per 5 cuirassats ràpids es van situar 30 milles per davant de la flota principal que explorar la zona. El conjunt de la flota es va traslladar al sud, a la recerca de la flota alemanya, però va patir la pèrdua d'un creuer lleuger, el HMS Nottingham, que va ser colpejat per tres torpedes del submarí SM U-52 a les 6.00 h.

### La recerca de l'enfrontament
A les 6.15 h, Jellicoe va rebre informació de l'Almirallat que una hora abans l'enemic havia estat albirat a 200 milles al seu sud-oest. No obstant això, la pèrdua del creuer HMS Nottinghan va fer que decidís dirigir-se cap al nord per por a posar en perill les seves altres naus. No van veure torpedes ni submarins, així que no estava clar si la causa havia estat un submarí o si va ser colpejat una mina d'un camp de mines desconegut. La flota no reprendre un curs cap al sud-est fins a les 9.00 h, quan William Goodenough, al comandament dels creuers lleugers, va informar que la causa havia estat un atac submarí. La informació de l'Almirallat va indicar que els creuers de batalla estarien en un radi de 40 milles de la principal flota alemanya abans de les 14.00 h, i Jellicoe va augmentar a velocitat màxima. Les condicions meteorològiques eren bones i disposarien d'un munt de temps per a un combat contra la flota abans de fer-se fosc.
La força alemanya va rebre informació sobre la posició de Jellicoe, quan un zepelí va albirar la flota principal britànica al nord de la posició de Scheer, en el moment que havia estat evitant el possible camp de mines. Per desgràcia per als britànics, el Zeppelin L 13 va albirar la força de Harwich a aproximadament 75 milles a l'est-nord-est de Cromer, que va identificar erròniament els creuers com cuirassats. Aquest va ser precisament el tipus d'objectiu que Scheer estava buscant, per la qual cosa va canviar de ruta a les 12.15 h, cap al sud-est per allunyar-se de la flota principal britànica que s'apropava. No es van rebre més informes dels zepelins sobre la flota britànica, però la força principal britànica va ser descoberta per un submarí a només 65 milles al nord de Scheer. Scheer es va retirar a les 14.35h, abandonant el seu objectiu potencial. A les 16.00 h, Jellicoe es va assabentar que Scheer havia abandonat l'operació i que es dirigia cap al seu nord.

### L'atac
Un creuer el HMS Falmouth, va ser colpejat per dos torpedes del SM U-63 a les 16.52 h, i les va enfonsar l'endemà mentre era remolcat cap a Humber, quan va ser colpejat per dos torpedes més disparats pel SM U-66. A les 17.45 h, la força de Harwich va albirar als vaixells alemanys, però estava massa lluny de qualsevol possibilitat d'un atac abans de la nit pel que va abandonar la persecució. El submarí britànic HMS E23 (capità de corbeta R. R. Turner) va aconseguir colpejar el cuirassat alemany SMS Westfalen a les 17.05 h del 19 d'agost, però el vaixell va ser capaç de tornar a casa.

## Conseqüències
Aquesta va ser l'última ocasió en què la flota alemanya va viatjar tan lluny cap a l'oest del mar del Nord.
El 6 d'octubre, els alemanys van prendre la decisió de reprendre els atacs contra vaixells mercants amb submarins, el que significava la flota de submarins ja no estava disponible per als atacs combinats contra els vaixells de superfície.
El 13 de setembre, va tenir lloc una reunió al vaixell insígnia per discutir els esdeveniments recents i es va decidir que no era segur dur a terme operacions de la flota al sud de la latitud 55,5° nord (aproximadament a Horns Rev i el lloc on s'havia produït la batalla de Jutlàndia), excepte en una emergència tal com una força d'invasió alemanya. Scheer es va decebre per l'escassa eficàcia del reconeixement per zepelins; només tres zepelins havien vist alguna cosa i dels set informes, quatre van ser erronis.
Entre el 18 i 19 d'octubre, Scheer va dirigir una petita sortida pel mar del Nord i la intel·ligència britànica va donar avís, però la Gran Flota es va negar a preparar una emboscada, romanent al port però a punt per navegar. La sortida alemanya va ser cancel·lada unes hores més tard, quan el SMS München rebé l'impacte d'un torpede disparat pel HMS E38 (capità de corbeta J. de B. Jessop), i es temia que altres submarins podien estar en l'àrea.
Scheer va patir més dificultats quan al novembre es va embarcar al SMS Moltke, junt amb una divisió de cuirassats, per rescatar els SM U-20 i SM U-30, que s'havien encallat a la costa danesa. El submarí britànic HMS J1, comandat per J. Laurence, va aconseguir colpejar el SMS Grosser Kurfürst i el SMS Kronprinz.
El fracàs d'aquestes operacions va reforçar la creença, creat en Jutlàndia, que els riscos involucrats en aquest tipus d'operacions no estaven justificats pels resultats. Ambdues parts temien la pèrdua dels seus vaixells principals per submarins o mines.